# Chiara Scholl
Chiara „Chichi“ Scholl (* 5. Juli 1992) ist eine US-amerikanische Tennisspielerin.

## Karriere
Scholl begann im Alter von fünf Jahren mit dem Tennissport. Sie spielt vorrangig auf Turnieren des ITF Women’s Circuit, bei denen sie 2011 bei zwei Turnieren in El Paso und Lexington jeweils den Titel im Einzel und Doppel gewann.
Ihr erstes Profiturnier spielte sie im April 2008 in Palm Beach Gardens. Ihr erster Matchgewinn gelang ihr ein halbes Jahr später beim Turnier in St. Louis und im Juli 2010 stand sie das erste Mal im Finale eines Einzelwettbewerbs; in Evansville unterlag sie der Venezolanerin Gabriela Paz mit 4:6 und 0:6.
2011 erreichte sie die zweite Runde der Qualifikation zu den US Open, wo sie Andrea Hlaváčková nur knapp in drei Sätzen mit 6:76, 6:4 und 1:6 unterlag. Im September des gleichen Jahres trat Scholl das erste Mal bei einem Turnier der WTA Tour an; als sie bei der Bell Challenge an den Start ging, aber in der Qualifikationsrunde scheiterte.
2012 verbuchte sie bei den Nürnberger Gastein Ladies ihren bislang größten Erfolg im Einzel. Dort erreichte sie als Qualifikantin das Viertelfinale, in dem sie gegen Xenija Perwak mit 4:6 und 1:6 verlor. Im selben Jahr erreichte sie beim $100.000-Turnier in Vancouver das Halbfinale, das sie gegen Mallory Burdette mit 2:6 und 3:6 verlor.
2012 und 2013 trat sie bei allen Grand-Slam-Turnieren an, kam aber nie über die erste oder zweite Qualifikationsrunde hinaus. Bis 2015 erzielte Scholl auch bei anderen Turnieren keine nennenswerten Erfolge. Ihr größter Erfolg im Doppel gelang ihr 2013 mit dem Einzug ins Halbfinale der Nürnberger Gastein Ladies, wo sie mit ihrer Doppelpartnerin Tamara Čurović den späteren Turniersiegerinnen Sandra Klemenschits und Andreja Klepač unterlag.
Im Februar 2016 konnte sie beim $25.000-Turnier in Surprise mit dem Einzug ins Halbfinale an frühere Erfolge im Einzel anknüpfen. Sie unterlag dort ihrer Landsfrau Catherine Bellis mit 3:6 und 0:6.

## Persönliches
Scholls Eltern stammen aus Deutschland. Als sie fünf Jahre alt war, zog die Familie nach Palm Springs in die Vereinigten Staaten. Scholl besitzt sowohl die deutsche als auch die US-amerikanische Staatsbürgerschaft. Ihre Schwester Chalena war ebenfalls Tennisprofi.

## Turniersiege

### Einzel
| Nr. | Datum              | Turnier                 | Kategorie   | Belag     | Finalgegnerin         | Ergebnis        |
| --- | ------------------ | ----------------------- | ----------- | --------- | --------------------- | --------------- |
| 1.  | 6. Juni 2011       | El Paso                 | ITF $25.000 | Hartplatz | Petra Rampre          | 7:5, 7:5        |
| 2.  | 18. Juli 2011      | Lexington               | ITF $50.000 | Hartplatz | Amanda Fink           | 6:1, 6:1        |
| 3.  | 24. Juli 2016      | Saint-Gervais-les-Bains | ITF $10.000 | Sand      | Constance Sibille     | 6:2, 6:2        |
| 4.  | 28. August 2016    | Rotterdam               | ITF $10.000 | Sand      | Karen Barritza        | 7:64, 5:7, 7:68 |
| 5.  | 4. September 2016  | Schoonhoven             | ITF $10.000 | Sand      | Chloé Paquet          | 6:1, 6:4        |
| 6.  | 10. September 2016 | Engis                   | ITF $10.000 | Sand      | Déborah Kerfs         | 6:1, 6:0        |
| 7.  | 20. August 2017    | Oldenzaal               | ITF $15.000 | Sand      | Albina Xabibulina     | 6:1, 6:1        |
| 8.  | 8. Oktober 2017    | Pula                    | ITF $25.000 | Sand      | Michaela Hončová      | 6:1, 4:6, 6:1   |
| 9.  | 10. Dezember 2017  | Santiago de Chile       | ITF $25.000 | Sand      | Marcela Zacarías      | 6:3, 6:2        |
| 10. | 15. Dezember 2019  | Iraklio                 | ITF W15     | Sand      | Oleksandra Oliynykova | 6:2, 5:7, 6:1   |
| 11. | 6. Februar 2022    | Monastir                | ITF W15     | Hartplatz | Haruna Arakawa        | 6:2, 6:4        |

### Doppel
| Nr. | Datum              | Turnier                  | Kategorie   | Belag     | Partnerin           | Finalgegnerinnen                             | Ergebnis          |
| --- | ------------------ | ------------------------ | ----------- | --------- | ------------------- | -------------------------------------------- | ----------------- |
| 1.  | 6. Juni 2011       | El Paso                  | ITF $25.000 | Hartplatz | Aljona Sotnykowa    | Amanda Fink Yasmin Schnack                   | 7:5, 4:6, 6:4     |
| 2.  | 18. Juli 2011      | Lexington                | ITF $50.000 | Hartplatz | Tamaryn Hendler     | Lindsay Lee-Waters Megan Moulton-Levy        | 7:69, 3:6, [10:7] |
| 3.  | 19. August 2016    | Oldenzaal                | ITF $10.000 | Sand      | Déborah Kerfs       | Lisa-Marie Mätschke Alana Parnaby            | 6:3, 6:4          |
| 4.  | 27. August 2016    | Rotterdam                | ITF $10.000 | Sand      | Karen Barritza      | Rosalie van der Hoek Swjatlana Piraschenka   | 6:2, 6:3          |
| 5.  | 3. September 2016  | Schoonhoven              | ITF $10.000 | Sand      | Déborah Kerfs       | Erika Vogelsang Mandy Wagemaker              | 6:1, 6:2          |
| 6.  | 8. September 2016  | Engis                    | ITF $10.000 | Sand      | Déborah Kerfs       | Chiara Grimm Nina Stadler                    | 6:2, 6:72, [10:4] |
| 7.  | 20. August 2017    | Oldenzaal                | ITF $15.000 | Sand      | Déborah Kerfs       | Paula Ormaechea Ana Sofía Sánchez            | 7:5, 6:3          |
| 8.  | 2. September 2017  | Schoonhoven              | ITF $15.000 | Sand      | Déborah Kerfs       | Dasha Ivanova Ani Wangelowa                  | 5:7, 6:2, [10:3]  |
| 9.  | 7. Oktober 2017    | Pula                     | ITF $25.000 | Sand      | Anastasia Grymalska | Michaela Hončová Akiko Omae                  | 4:6, 6:3, [13:11] |
| 10. | 18. November 2017  | Norman                   | ITF $25.000 | Hartplatz | Tamaryn Hendler     | Maria Sanchez Caitlin Whoriskey              | 3:6, 6:3, [10:6]  |
| 11. | 1. Dezember 2017   | Santiago de Chile        | ITF $15.000 | Sand      | Marcela Zacarías    | Eugenia Ganga Melany Solange Krywoj          | 7:62, 4:6, [10:6] |
| 12. | 21. April 2018     | Santa Margherita di Pula | ITF $25.000 | Sand      | Naiktha Bains       | Marie Benoît Xu Shilin                       | 6:4, 7:5          |
| 13. | 24. November 2018  | Monastir                 | ITF $15.000 | Hartplatz | Chiara Grimm        | Irys Ekani Kélia Le Bihan                    | 6:2, 6:1          |
| 14. | 8. Dezember 2018   | Monastir                 | ITF $15.000 | Hartplatz | Tamara Čurović      | Ali Collins Claudia Giovine                  | 7:65, 6:4         |
| 15. | 21. Dezember 2018  | Monastir                 | ITF $15.000 | Hartplatz | Alicia Smith        | Giorgia Marchetti Angelica Raggi             | 6:1, 6:3          |
| 16. | 30. März 2019      | Tabarca                  | ITF W15     | Sand      | Nicole Gadient      | Nagomi Higashitani Satsuki Koike             | 7:5, 7:5          |
| 17. | 4. Mai 2019        | Santa Margherita di Pula | ITF W25     | Sand      | Gabriela Cé         | Naiktha Bains Anna Bondár                    | 6:0, 7:5          |
| 18. | 15. September 2019 | Santa Margherita di Pula | ITF W25     | Sand      | Fernanda Contreras  | Monica Cappelletti Melania Delai             | 6:4, 6:1          |
| 19. | 15. Dezember 2019  | Iraklio                  | ITF W15     | Sand      | Stela Peewa         | Marija Berhen Alina Lebedeva                 | 6:0, 6:3          |
| 20. | 30. Mai 2021       | Monastir                 | ITF W15     | Hartplatz | Dalayna Hewitt      | Emma Davis María Paulina Pérez García        | 6:4, 6:2          |
| 21. | 25. Juli 2021      | Les Contamines-Montjoie  | ITF W25     | Hartplatz | Diana Marcinkevica  | María Carlé Ylena In-Albon                   | 3:6, 6:2, [10:7]  |
| 22. | 20. August 2022    | Erwitte                  | ITF W15     | Sand      | Lisa-Marie Rioux    | Martha Matoula Arina Gabriela Vasilescu      | 6:75, 6:1, [10:7] |
| 23. | 17. Dezember 2022  | Monastir                 | ITF W25     | Hartplatz | Sapfo Sakellaridi   | Emilie Lindh Eri Shimizu                     | 6:3, 6:3          |
| 24. | 19. Mai 2023       | Feld am See              | ITF W25     | Sand      | Denisa Hindová      | Sofia Costoulas Kayla Cross                  | 6:2, 6:0          |
| 25. | 1. Juli 2023       | Alkmaar                  | ITF W15     | Sand      | Tilwith Di Girolami | Rose Marie Nijkamp Isis Louise van den Broek | 6:2, 6:1          |